# هیدیچی یوشیوکا
هیدیچی یوشیوکا (انگلیسی: Hideichi Yoshioka؛ زادهٔ ۱۰ سپتامبر ۱۹۱۴ - درگذشته نامشخص) کشتی‌گیر اهل ژاپن بود.